# Elemosiniere maggiore del Regno del Portogallo
L'Elemosiniere maggiore del Regno del Portogallo (in portoghese: Esmoler-mor do Reino) era un fidalgo alla corte dei re del Portogallo, carica riservata agli ecclesiastici, con il compito di sovrintendere a tutte le azioni di beneficenza e di elemosina che spettavano ai sovrani. Il suo simbolo distintivo era una borsa d'argento.

## Funzioni
Anche altre grandi case padronali portoghesi, così come i grandi conventi e monasteri, avevano il proprio elemosiniere, ed era quindi necessario identificare colloquialmente a quale elemosiniere si faceva specifico riferimento.
L'Elemosiniere maggiore, come tutti gli altri uffici della Corte portoghese o ufficiali maggiori, disponeva di personale qualificato che dirigeva il lavoro, sotto l'autorità di un Elemosiniere minore, che era generalmente sempre presente alle grandi cerimonie della Monarchia portoghese, e per intervenire nella vita politica.
In altre corti europee esistevano posizioni simili. 

## Storia
Gli elemosinieri maggiori dei sovrani portoghesi furono consecutivamente, per diritto inerente alla carica, gli abati di Alcobaça. La carica si estinse dopo la guerra civile portoghese, intorno al 1834, quando tutti gli ordini religiosi in Portogallo furono scolarizzati in blocco e i loro beni venduti all'asta pubblica dal governo liberale. Michele I fu quindi l'ultimo re portoghese ad essere assistito da un elemosiniere maggiore.

## Elemosinieri maggiori degni di nota
- João de Ornelas (1381/1414)
- João Manuel de Ataíde
- Pedro de Castilho
- Francisco Leitão de Carvalho